# تيموثي س. وونغ
تيموثي س. وونغ (بالإنجليزية: Timothy C. Wong)‏ هو عالم صينيات أمريكي، ولد في 24 يناير 1941.